# Plac Wolności w Nisku
Plac Wolności – centralny plac Niska, okalający w całości Duże Planty. Na całej swojej długości ma charakter jednojezdniowej drogi, która łączy się z głównymi szlakami drogowymi miasta: ul. Wolności, ul. Sandomierską oraz z pobocznymi: ul. Kościuszki, ul. Słowackiego, ul. Mickiewicza i ul. Paderewskiego. 

## Walory turystyczne
Plac Wolności pełni funkcję rynku miejskiego, zatem jest miejscem często odwiedzanym przez turystów i wzmiankowanym przez przewodniki dla nich przeznaczone.

## Budynki i obiekty
- Urząd Gminy i Miasta Nisko, pl. Wolności 14
- Starostwo Powiatowe w Nisku, pl. Wolności 2
- Sąd Rejonowy w Nisku, pl. Wolności 14
- Areszt Śledczy w Nisku, pl. Wolności 15
- Liceum Ogólnokształcące im. Hetmana Stefana Czarnieckiego, pl. Wolności 3
- Duże Planty oraz Planty Miast Partnerskich
- Pomnik Chrystusa Króla
- Pomnik Orląt Lwowskich
- Pomnik Niepodległości

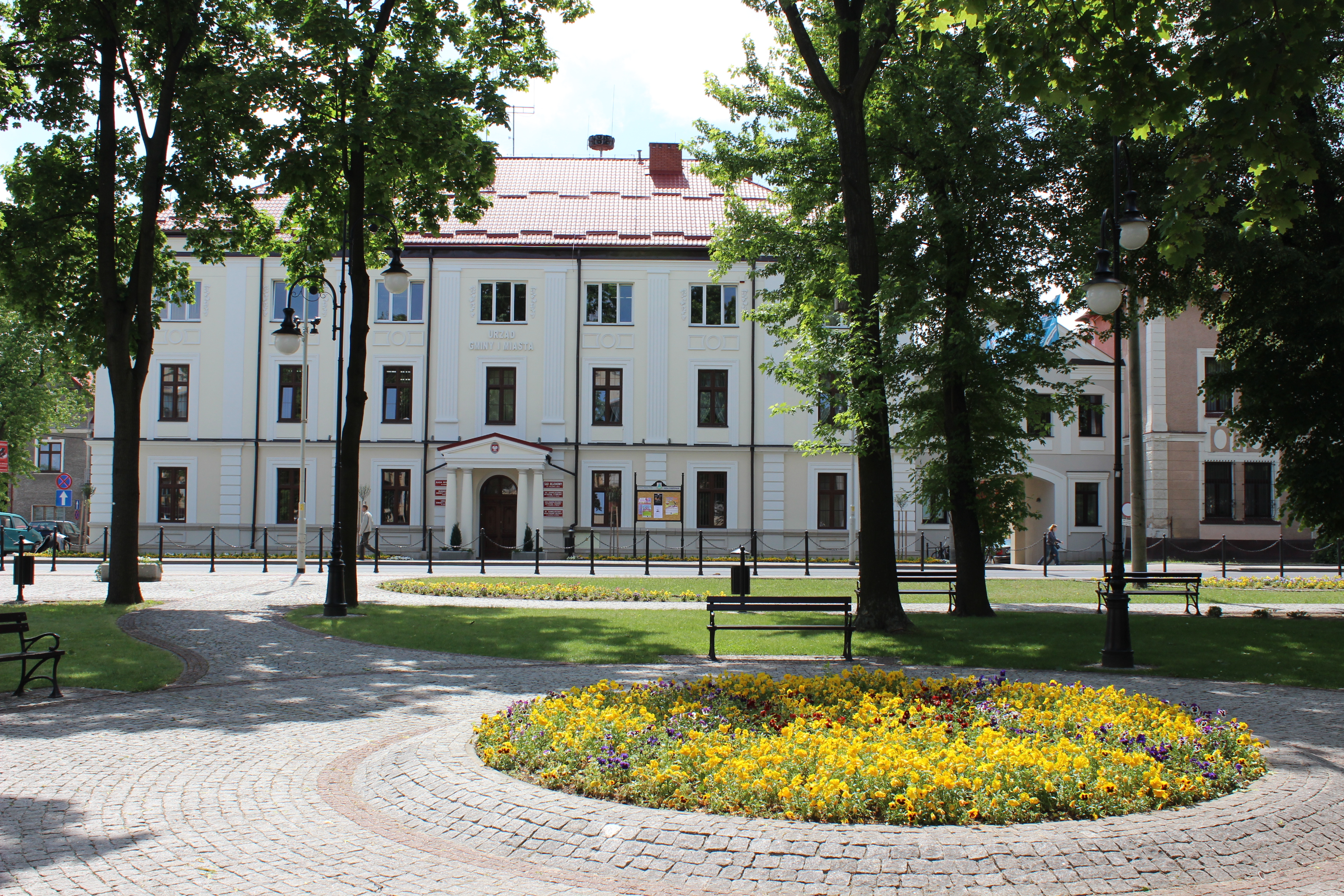
Urząd Gminy i Miasta
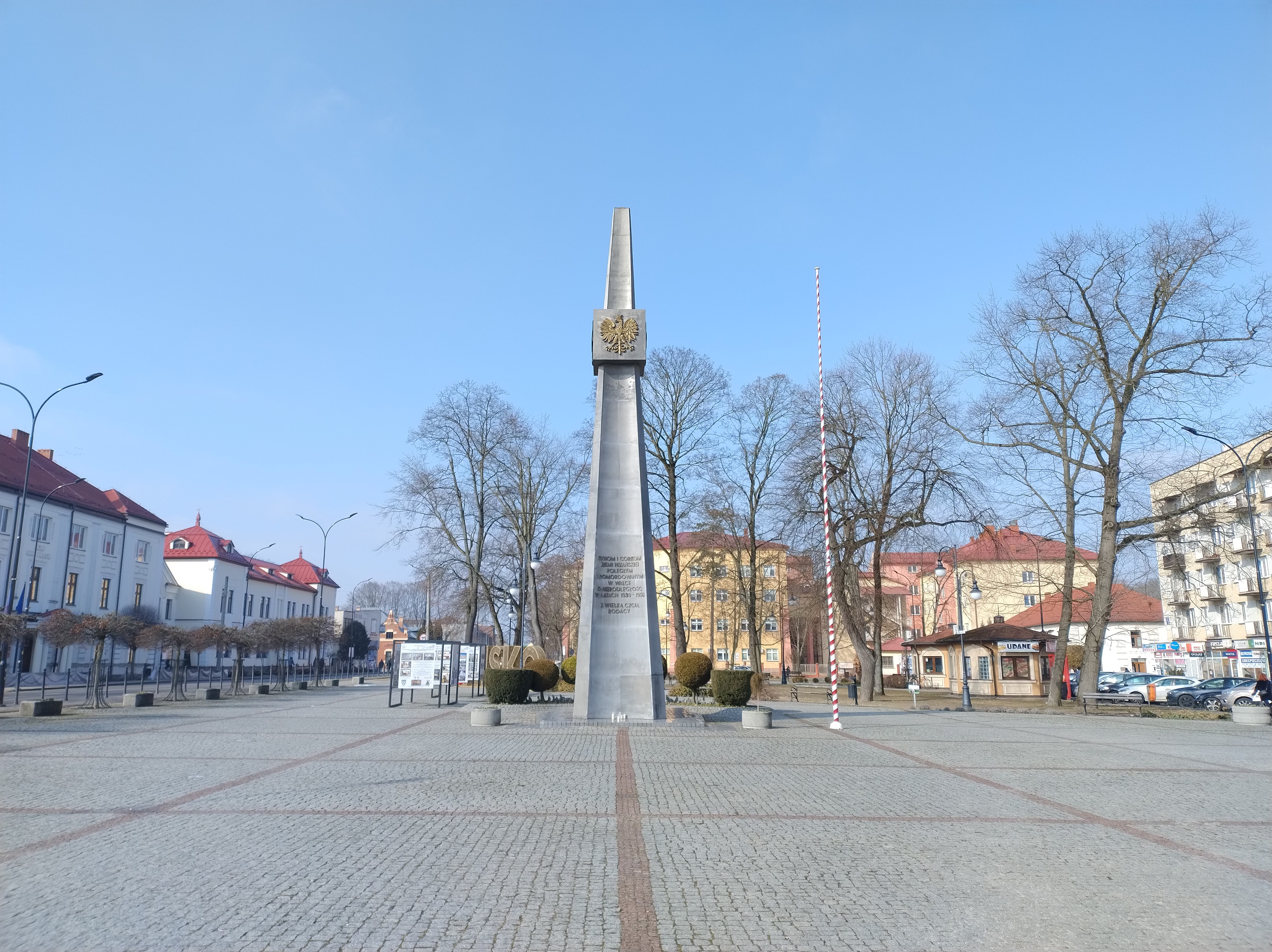
Pomnik Niepodległości
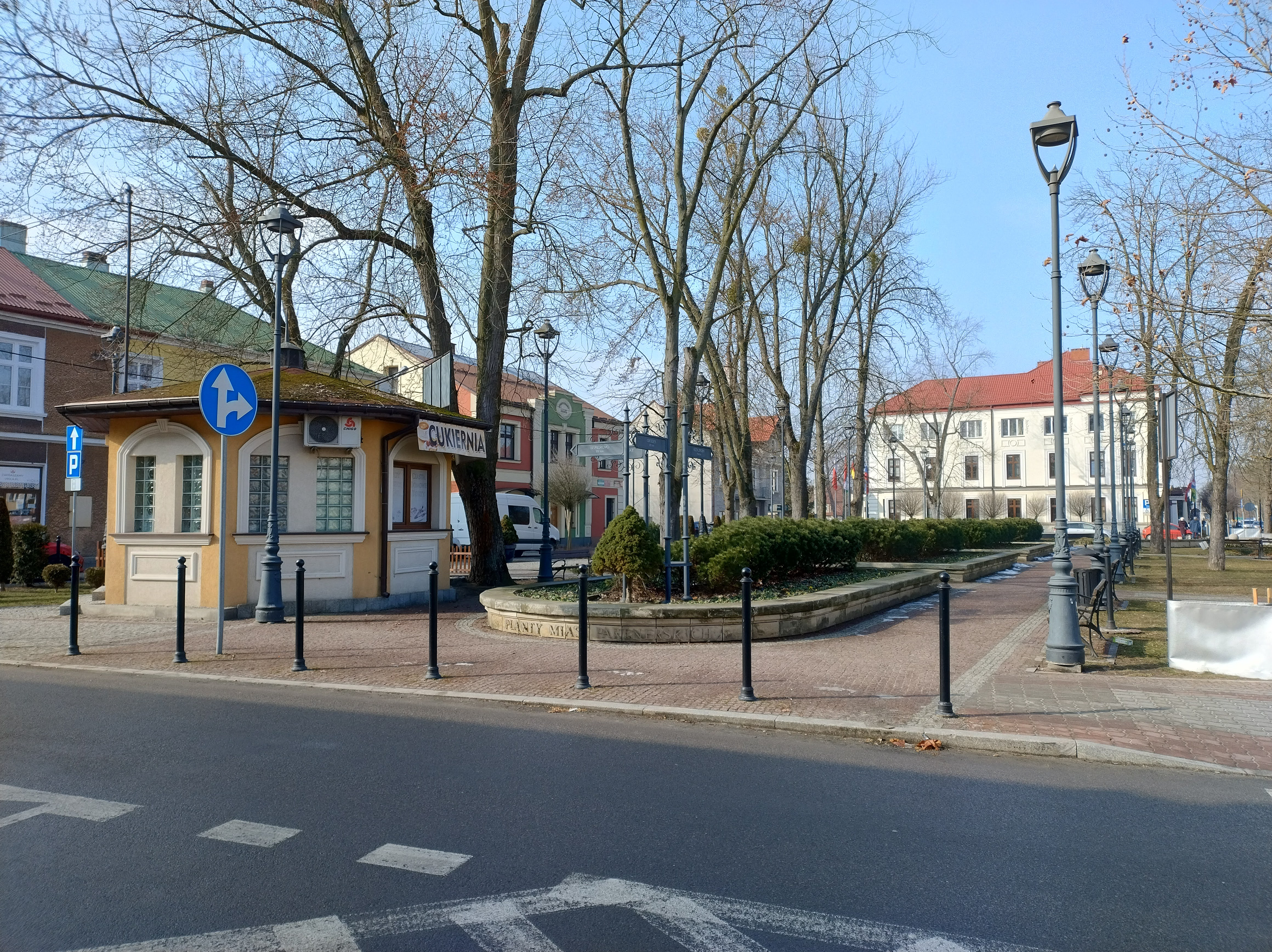
Planty Miast Partnerskich (2025)
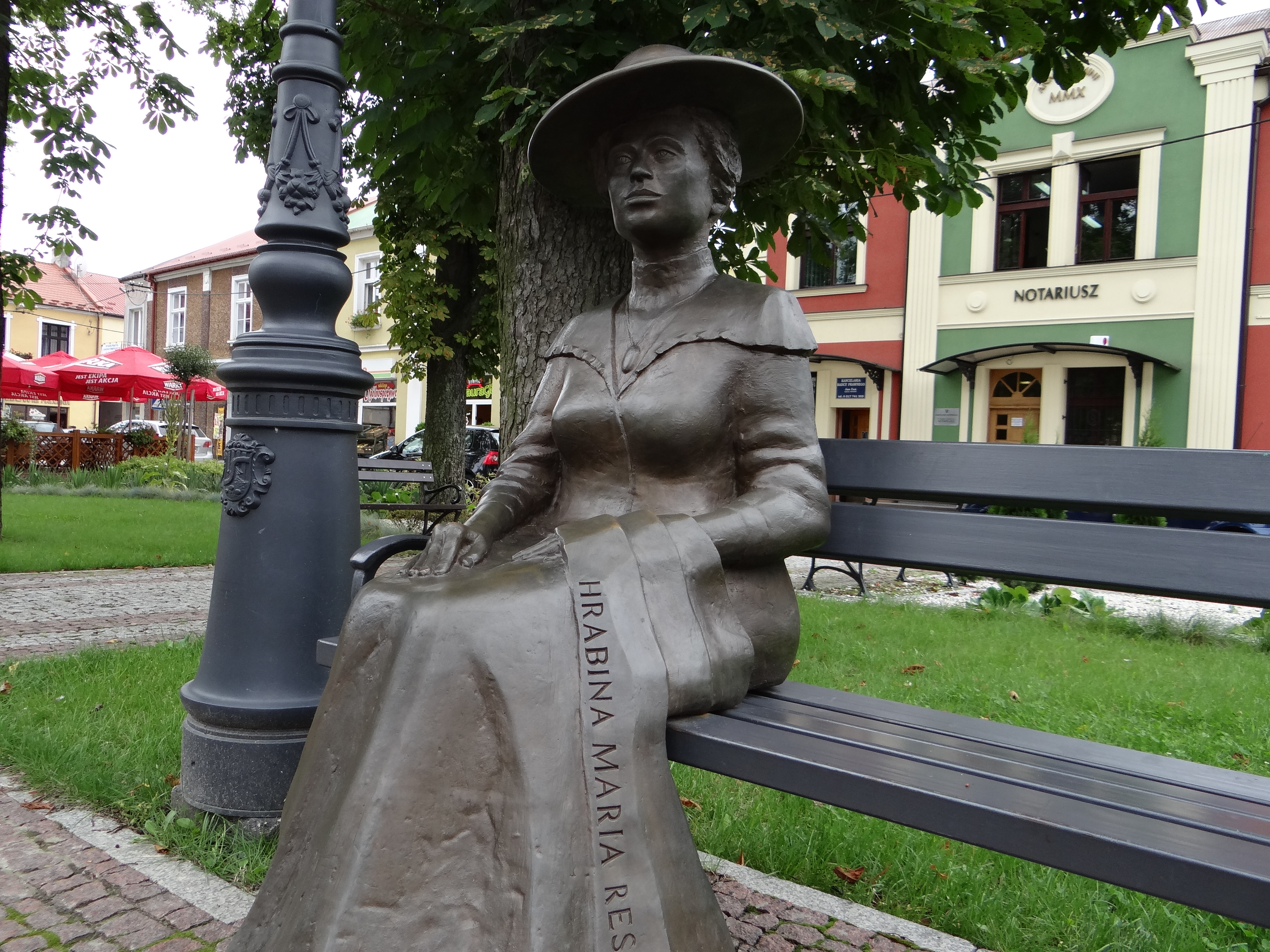
Pomnik – ławeczka Marii Resseguier na Plantach Miast Partnerskich
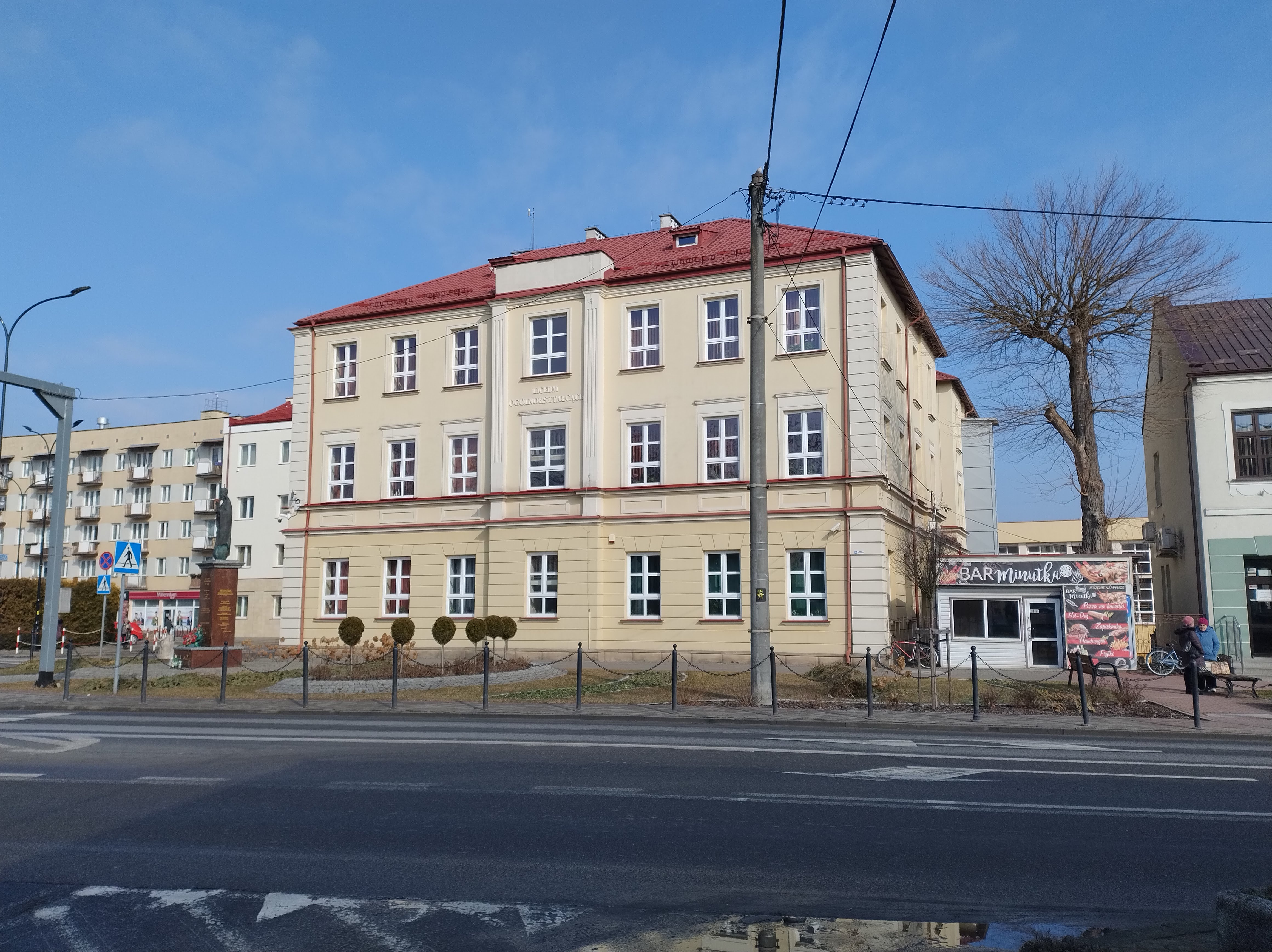
Liceum Ogólnokształcące im. Hetmana Stefana Czarnieckiego